# OpenLearning
OpenLearning és una institució de tecnologia de l'educació amb seu a Austràlia que ofereix cursos MOOC a través d'una plataforma d'aprenentatge en línia. És una plataforma d'aprenentatge en línia que intenta anar més enllà del lliurament de contingut per centrar-se en la comunitat, la connectivitat i el compromís de l'estudiant. Els seus cursos fomenten la creació de comunitats d'aprenentatge de col·laboració. Proporcionen galeries, wikis i pàgines de bloc per afavorir la retroalimentació entre els companys, mantenint sempre espai per a la individualitat.
OpenLearning també recolza als docents que volem impartir cursos MOOC a través d'una comunitat d'educadors i proporcionarant cursos de formació i suport continu per assegurar que l'educador tingui les eines necessàries per construir la millor experiència possible per als seus estudiants.
Al desembre de 2013, OpenLearning llançar una eina per ajudar a les empreses a crear portals educatius privats dins la seva plataforma.